# Länsväg 185
De Zweedse weg 185 (Zweeds: Länsväg 185) is een provinciale weg in de provincie Jönköpings län in Zweden en is circa 17 kilometer lang.

## Plaatsen langs de weg
- Bottnaryd
- Mullsjö

## Knooppunten
- Riksväg 40 bij Bottnaryd (begin)
- Riksväg 26/Riksväg 47 bij Mullsjö (einde)